# Teófilo Cubillas
Teófilo Juan Cubillas Arizaga (Lima, 8 de março de 1949) é um ex-futebolista peruano, um dos maiores de seu país[carece de fontes?] e da América do Sul.
Integra a lista dos 50 melhores jogadores do Século XX elaborada e publicada pela FIFA em 2004.
Pela Selecção Peruana de Futebol conquistou a Copa América 1975 e participou nas Copas do Mundo de México 70, Argentina 78 e Espanha 82.
Foi um médio ofensivo dotado de uma técnica extraordinária, potência, mudança de ritmo, habilidade para o remate e uma grande capacidade goleadora. Seus tiros livres de média e longa distância foram famosos pela precisão com que os executava.
É o 2° maior goleador da sua seleção e o 8º maior artilheiro na história das Copas do Mundo.

## Carreira

### Primeira Divisão
Estreou-se aos 16 anos, jogando pelo Club Alianza Lima. Na sua segunda temporada converteu-se no máximo goleador do Campeonato Peruano de Futebol com dezenove golos e aos 18 anos já era o melhor jogador do seu país. Em 1967 joga a sua primeira partida internacional, em que o Alianza Lima vence o Independiente da Argentina por 6-1, com Cubillas a apontar 2 golos. A sua fama de grande jogador estende-se por toda a América do Sul.
Em 1971 fez parte de um combinado de jogadores do Alianza Lima e do Municipal, que numa digressão derrotaram o Benfica de Eusébio e posteriormente em Lima golearam por 4-1 o Bayern de Munique de Beckenbauer, Maier e Müller, numa noite muito recordada no Peru pela ampla superioridade demonstrada sobre o campeão europeu e pelo concerto de "túneis", "tabelinhas" e fintas dado por Cubillas e Sotil (outro craque da época), que levou a que fossem batizados como "a dupla de ouro".
Em 1972 foi eleito melhor jogador da América do Sul, prémio realçado pelo facto de nesse ano o segundo lugar ter sido atribuído nada menos que ao Rei Pelé. Nesse mesmo ano foi também o artilheiro da Copa Libertadores.
Em 1973 integrou a selecção da América que enfrentou a da Europa de Cruyff, Eusébio e Beckenbauer. A partida terminou 4-4, tendo a selecção da América vencido por 7-6 nos penalties. Nessa noite, Cubillas jogou ao lado de outras figuras sul-americanas como Roberto Rivellino, Fernando Morena, Paulo Cézar Lima, Miguel Ángel Brindisi, Víctor Espárrago, Héctor Chumpitaz e outros.
Em julho desse mesmo ano emigrou pela primeira vez, assinando pelo FC Basel, da Suíça, onde permaneceu apenas seis meses. Transferiu-se depois para o FC Porto, onde jogou 3 temporadas com a camisola 10, marcando 65 golos em 108 partidas oficiais e sagrando-se goleador, capitão e ídolo. Ainda hoje é considerado um dos melhores estrangeiros que já jogaram no clube e no futebol português.
Depois da sua passagem por Portugal em 1977 decidiu voltar ao Peru para jogar novamente pelo Alianza Lima, junto de outras figuras como Cueto, Velasquez e Sotil, formando uma das melhores equipas na história do clube, que conseguiu o bicampeonato em 1977 e 1978.
Posteriormente, em 1979 transferiu-se para a North American Soccer League, onde na época jogavam alguns dos melhores futebolistas do mundo, para alinhar nos Fort Lauderdale Strikers ao lado de destacadas figuras como Gerd Müller, Figueroa, George Best e Bernd Hölzenbein. Cubillas jogou cinco temporadas no clube, sagrando-se o melhor jogador e máximo goleador da sua história.
A sua despedida oficial foi em 1986, com 36 anos de idade, depois de vinte anos jogando futebol, numa partida memorável onde participaram diversas estrelas de todo o mundo.
Em 1987, na sequência do trágico acidente aéreo em que morreram todos os jogadores do Alianza Lima, Cubillas voltou a jogar pelo seu clube nas 13 jornadas restantes, conseguindo o vice-campeonato.
Em 2008 a IFFHS reconhece-lhe 268 golos em 469 partidas oficiais em torneios de primeira divisão, designando-o como um dos centrocampistas mais goleadores da história do futebol, superando outros grandes do mundo como Zidane (95), Baggio (205), Platini (207), Rivaldo (229) e Maradona (259).
Cubillas foi considerado um dos melhores futebolistas do mundo nos anos 70 e foi um dos jogadores mais completos que se viu jogar. É também um dos 50 futebolistas mais votados como Melhor Jogador em todos os rankings históricos que se fizeram no final do Século XX.

### Seleção Peruana
Aos 19 anos integrou a Seleção Peruana de Futebol que impediu a Argentina de se qualificar para o Mundial do México 70, vencendo por 1-0 em Lima e empatando 2-2 em Buenos Aires. Nessa Copa do Mundo a seleção peruana atingiu os quartos-de-final (onde perdeu com o Brasil, que viria a sagrar-se campeão, por 4-2), tendo Cubillas apontado 5 golos e sido considerado o melhor jogador jovem do torneio. O seu rendimento foi tão bom que depois do Mundial Pelé apontá-lo-ia como seu sucessor.
Nas eliminatórias do Mundial da Alemanha 74 Cubillas não pôde participar na partida decisiva que a sua seleção perdeu contra o Chile por 2-1 em Montevidéu.
Em 1975 liderou a seleção peruana até à vitória na Copa América, derrotando na final a Colômbia por 1-0. Na semifinal Cubillas marcou ao Brasil um belo golo de "folha seca", especialidade que desenvolveu desde muito jovem com a ajuda do brasileiro Valdir Pereira (Didi).
Na Copa do Mundo de 1978, o Peru fez uma magnífica primeira fase ao vencer a Escócia por 3-1 e o Irão por 4-1 e empatar 0-0 com a Holanda. O seu meio-campo foi considerado o melhor do Mundial. Cubillas apontou 5 golos e foi decisivo para a qualificação da sua seleção para os quartos-de-final. Nesse mesmo Mundial, foi autor de um dos mais belos livres da história do futebol, que marcou com três dedos, colocando a bola no ângulo. Na segunda fase a equipa teve um desempenho inferior e perdeu com o Brasil, Polónia e finalmente por 6-0 com a Argentina. A derrota ante os argentinos gerou muita polémica porque para os entendidos não existiam diferenças futebolisticas entre as equipas que justificassem um resultado tão desnivelado. Cubillas jogou fora da sua posição normal (como avançado centro) naquela derrota, mas mesmo assim foi um dos poucos jogadores com participação honrosa na partida.
Depois, já com 33 anos, participou na Copa do Mundo da Espanha 82, da qual a sua seleção foi eliminada na primeira fase. Depois do Mundial espanhol, Cubillas retira-se da seleção, deixando para a lembrança 26 golos em 107 partidas.
Em fevereiro de 2008, em comemoração dos 50 anos da primeira conquista da Copa do Mundo pelo Brasil, a revista SI Latino armou a Seleção Ideal com os melhores jogadores sul-americanos que participaram em Mundiais neste meio século.
A equipa foi a seguinte: José Luis Chilavert (Paraguai); Elías Figueroa (Chile), Héctor Chumpitaz (Peru), Daniel Passarella (Argentina) e Roberto Carlos (Brasil); Paulo Roberto Falcão (Brasil), Enzo Francescoli (Uruguai), Teofilo Cubillas e Diego Maradona (Argentina); Garrincha e Pelé (Brasil).

#### Participações em Copas do Mundo
| Copa do Mundo FIFA de 1970 | México    | Quartos-de-final | 4 | 5 |  |       |  |    |    |
| Copa do Mundo FIFA de 1978 | Argentina | Quartos-de-final | 6 | 5 |  |       |  |    |    |
| Copa do Mundo FIFA de 1982 | Espanha   | Primeira Fase    | 3 | 0 |  | Total |  | 13 | 10 |

## Títulos
Alianza Lima
- Campeonato Peruano: 1965, 1977, 1978

FC Basel
- Campeonato Suíço: 1971-72, 1972-73
- Copa da Liga Suíça: 1972

FC Porto
- Taça de Portugal: 1976-77

Fort Lauderdale Strikers
- United Soccer League: 1984, 1985

Seleção Peruana
- Copa América: 1975
- Copa do Pacífico: 1971, 1982
- Copa Mariscal Sucre: 1973

### Prêmios individuais
- Melhor Jogador Jovem da Copa do Mundo FIFA: 1970
- Chuteira de Bronze da Copa do Mundo FIFA: 1970
- Futebolista Sul-Americano do Ano: 1972
- Melhor Jogador da Copa América: 1975
- Chuteira de Prata da Copa do Mundo FIFA: 1978
- Equipe das Estrelas da Copa do Mundo FIFA: 1978

### Artilharias
- Campeonato Peruano de 1966 (19 gols)
- Campeonato Peruano de 1970 (22 gols)
- Copa Libertadores da América de 1972 (6 gols)

### Recordes
- Maior goleador peruano em torneios de primeira divisão (268 golos)
- 8º maior goleador na história das Copas do Mundo (10 golos)
- Centrocampista mais goleador e com melhor média de golos na história das Copas do Mundo FIFA (média 0.77 golos por jogo)
- 7º centrocampista mais goleador na história dos torneios de primeira divisão no mundo
- Um dos 4 máximos marcadores de livres na história das Copas do Mundo, junto a Pelé, Beckham e Rivelino

### Depois da despedida
- Nomeado um dos 100 heróis dos Mundiais pela revista France Football em 1998<
- Nomeado um dos 100 melhores jogadores da história pela revista World Soccer em 1999
- Eleito um dos 100 melhores jogadores da história pela revista Placar em 1999
- Nomeado um dos 100 melhores jogadores da história dos Mundiais pela revista Placar
- Nomeado o melhor futebolista da história do Peru
- Eleito um dos 50 melhores futebolistas do Século XX pela FIFA[1]
- Eleito um dos 20 melhores futebolistas sul-americanos do Século XX pela FIFA[1]
- Galardoado como membro da FIFA 100
- Eleito o 2º melhor jogador jovem da história dos Mundiais.[5]
- Integrante do TOP 50 do "Melhor do Melhor" da história do futebol
- Prémio Fox Sports por extraordinária carreira futebolística[6]
- Integrante do onze ideal da América do Sul: 1958-2008[4]